# Дом-коммуна «Изотерма»
Дом-комму́на «Изоте́рма» — семиэтажное здание в стиле конструктивизм, расположенное в Мещанском районе Москвы. Было построено в 1930-х годах по проекту архитектора Николая Колли для жилищно-строительного кооперативного товарищества «Изотерма» (ЖСКТ «Изотерма»). По состоянию на 2018-й строение используется под частные офисные помещения.

## Архитектура
Дом-коммуна «Изотерма» выполнен в стиле конструктивизм и отличается скудным декором, а также необычным использованием свободного пространства. Основной корпус выстроен вдоль Рождественки, со стороны переулка под острым углом к нему примыкает второе крыло. Скошенный угол строения подчёркнут эркером, который является композиционным центром ансамбля. Он нависает над первым этажом без дополнительных опор. Широкие окна этой части здания повторяют геометрию дома, что визуально облегчает несущую конструкцию. Корпус со стороны переулка интересен планировкой балконов. Они выделяют дальний угол фасада и связаны подпоркой, обрывающейся в нижней части. По мнению искусствоведов, отсутствие дополнительных опор эркера и балконов обусловлено использованием новых для того времени особопрочных материалов, что характерно для стиля конструктивизм. Ритм окон подчёркивает горизонтальное направление движения. Только лестничные клетки оборудованы вертикальным ленточным освещением.

## Строительство и использование
В XIX веке напротив Рождественского монастыря располагался дом священнослужителей. Известный житель этого дома — стоматолог Людвиг Адельгейм, отец актёров Роберта и Рафаила Адельгейм, снимал квартиру в 1870-х. В 1922-м монастырь закрыли, и к началу 30-х годов территорию бывшего дома священнослужителей на пересечении Рождественки и Нижнего Кисельного переулка передали в ведение треста «Хладострой», занимавшегося производством промышленных холодильников. Под руководством архитектора Николая Колли на этом месте начали строительство здания смешанного назначения. Работы велись под руководством жилищного товарищества «Изотерма», состоявшего из сотрудников треста. Кооператив предусматривал софинансирование строительства гражданами и государством. При этом пайщики в обязательном порядке вступали в районные союзы и следовали типовому уставу жилищного товарищества, поэтому деятельность организации жёстко регулировалась государством.
Изначально в доме намеревались обустроить и офисные помещения, и квартиры. Планировка комплекса отвечала идее нового социалистического жилья. Трудящихся обеспечивали всем необходимым, чтобы они могли сосредоточиться на работе и не отвлекаться на решение бытовых задач. При этом на базе дома должны были функционировать общественные столовые и прачечные, а полноценные кухни в квартирах исключили. В 1932 году трест «Хладострой» реорганизовали в предприятие «Мясохладострой», занимавшееся проектированием и строительством предприятий мясной промышленности. Через пять лет жилищные кооперативы упразднили, а здания перевели в собственность государства. Позднее дом на Рождественке заняли частные организации, и строение получило статус исторически ценного градоформирующего объекта. Предположительно, здание неоднократно ремонтировали и реконструировали с целью перепланировки.